# Niccolò Castiglioni
Niccolò Castiglioni (Milano, 17 luglio 1932 – Milano, 7 settembre 1996) è stato un compositore e pianista italiano.

## Biografia
Figlio di Manlio Castiglioni ed Elena Osimo, iniziò lo studio del pianoforte in giovane età, in seguito si iscrisse al conservatorio di Milano, dove ebbe come docenti di composizione Giorgio Federico Ghedini e Franco Margola. In seguito si perfezionò al Mozarteum di Salisburgo in pianoforte con Carlo Zecchi ed in composizione con Boris Blacher.
Come pianista svolse una breve carriera concertistica negli anni cinquanta, per poi dedicarsi in seguito in modo esclusivo alla composizione ed al suo insegnamento.

Dopo aver subito una profonda influenza stravinskiana, si interessò alla dodecafonia e successivamente allo strutturalismo, in special modo tra il 1958 ed il 1965, anni in cui fu presente ai Ferienkurse für neue Musik di Darmstadt.
Nel 1966 si trasferì negli Stati Uniti, dove fino al 1970 insegnò contrappunto e composizione presso la State University of New York ed alla Rockefeller Foundation di Buffalo, e fu inoltre "visiting professor" presso la University of Michigan a Ann Arbor (1967), "regent lecturer" in composizione alla University of California, San Diego (1968), e professore di storia della musica rinascimentale presso la University of Washington a Seattle (1969-1970).
Dopo il ritorno in Italia nel 1970, riprese l'insegnamento della composizione presso i conservatori di Trento (1976–1977), Milano (1977–1989), Como (1989–1991) e ancora Milano (1991–1996). Tra i suoi allievi al Conservatorio di Milano tra la fine degli anni settanta e i primi anni ottanta segnaliamo Carlo Galante, Giuseppe Grazioli, Giampaolo Testoni. Morì prematuramente nella sua città natale, il 7 settembre 1996. Il suo pianoforte è stato donato dalla madre alla Corale San Michele di Bressanone.

## La musica
Dalle posizioni iniziali, orientate verso il neoclassicismo stravinskiano, Castiglioni attraversò la dodecafonia (e con essa l'espressionismo) e lo strutturalismo, e fu tra i primi ad uscire dalla prassi rigorosamente seriale per dirigersi verso sistemi più liberi, arrivando così ad esprimersi in un suo personale linguaggio musicale, scevro da dogmatismi (non sono rari nella sua produzione, infatti, i ricorsi al sistema tonale, né la presenza di elementi decorativi). 

Castiglioni fu un raffinato strumentatore, manifestando fin dai lavori giovanili il gusto per le sonorità cristalline, luminose e limpide; ebbe una certa predilezione per le forme brevi (quali l'aforisma), anche se non mancò di produrre opere teatrali e brani sinfonici di durate più consistenti.
La sua personale poetica musicale può essere degnamente riassunta da una sua frase, che intitola l'ultimo movimento del suo lavoro orchestrale Inverno in-ver:
(Niccolò Castiglioni)

## Alcune opere significative
- Concertino per la notte di Natale per orchestra (1952)
- Uomini e no, opera, dal romanzo omonimo di Elio Vittorini (1955)
- Inizio di movimento per pianoforte (1958)
- Aprèslude per orchestra (1959)
- Cangianti per pianoforte (1959)
- Tropi per flauto, clarinetto, violino, violoncello, pianoforte e percussione (1959)
- Eine kleine Weihnachtsmusik per orchestra da camera (1960)
- Consonante per flauto e 9 strumenti (1962)
- Gyro per coro e 9 strumenti, testo dal Libro dei proverbi (1963)
- Quodlibet (da Figure, testo di Thomas Moore da Utopia) per soprano solo (1965)
- Ode per 2 pianoforti, percussione e fiati (1966)
- Sinfonia di Guerra e Pace per organo (1968)
- Inverno In-Ver, undici poesie musicali per piccola orchestra (1973)
- Quodlibet piccolo concerto per pianoforte e orchestra da camera (1976)
- Dickinson-Lieder per soprano e piccola orchestra, testi di Emily Dickinson (anche in versione per soprano e pianoforte, 1977)
- Quilisma per pianoforte e quartetto d'archi (1977)
- Tre pezzi per pianoforte (1978)
- Beth per clarinetto e 5 strumenti (1979)
- Daleth sonatina per clarinetto e pianoforte (1979)
- Oberon, The Fairy Prince, opera in un atto (1981 al Teatro La Fenice diretta da Gianluigi Gelmetti)
- The Lords' Masque, opera in un atto, libretto di Thomas Campion (1981 al Teatro La Fenice di Venezia)
- Fiori di ghiaccio, concerto per pianoforte e orchestra (1983)
- Come io passo l'estate - Suite per pianisti principianti per pianoforte (1983)
- Dulce refrigerium - Sechs geistliche Lieder fuer Klavier per pianoforte (1984)
- Sonatina per pianoforte (1984)
- Das Reh im Wald per pianoforte (1988)
- Hymne per 12 voci (1988/89)
- Risognanze per 16 strumenti (1989)
- In principio era la danza per pianoforte (1989)
- Cantus planus - Prima Pars per 2 soprani e 7 strumenti (1990)
- He per pianoforte (1990)
- Cantus planus - Secunda Pars per 2 soprani e 7 strumenti (1991)
- Intonazione per flauto, oboe, violino e violoncello (1992)
- Missa Brevis versione per coro e organo ad uso degli ostrogoti di Milano (1993)
- Ottetto per strumenti a fiato (1993)
- Preludio, corale e fuga per pianoforte (1994)
- Abendlied per soprano e piccola orchestra (1995)
- Canto per coro misto, testo di Bernardo di Chiaravalle (1996)